# USS Whipple (DD-217)
Pour les autres navires du même nom, voir USS Whipple.
L'USS Whipple (DD-217 / AG-117), est un destroyer de la classe Clemson en service dans l'United States Navy pendant la Seconde Guerre mondiale. Il est le deuxième navire de la marine américaine à être nommé en l'honneur du capitaine Abraham Whipple (1733-1819), qui a servi dans la Continental Navy.
Sa quille a été posé le 12 juin 1919 au chantier naval William Cramp and Sons à Philadelphie, en Pennsylvanie. Il est lancé le 6 novembre 1919, parrainé par Mme Gladys V. Mulvey, et mis en service le 23 avril 1920 sous le commandement du lieutenant Richard F. Bernard.

## Historique
Après une formation dans la baie de Guantánamo, à Cuba, le Whipple rejoint Constantinople en mai 1920 au cours duquel il opère dans la région de la mer Noire et de la Méditerranée orientale. Il est présent dans la région lorsque les troupes bolcheviks menacent la Crimée ; celui-ci est déployé auprès des réfugiés russes fuyant de Sébastopol à Constantinople.
Le destroyer est de nouveau envoyé en Extrême-Orient en 1921 avant d'arriver à son nouveau port d'attache aux Philippines dans le cadre de la flotte asiatique. Après avoir transporté des Marines pour le combat à Shanghai en 1924, il effectue quatre visites distinctes au Nicaragua au cours duquel il fournit un soutien et une protection des citoyens américains menacés par les troubles dans ce pays, avant de commencer une deuxième tournée avec la flotte asiatique pour dix ans.
En 1936, le Whipple rejoint une légion de navires arrivant sur la côte sibérienne pour apaiser l'escalade des tensions entre la Chine et le Japon. Après le départ de la flotte, des tensions ayant éclaté provoque la seconde guerre sino-japonaise, les navires restant prêts à évacuer les ressortissants Américains de la région si nécessaire. Le Whipple effectue de nombreuses patrouilles dans la région jusqu'à la fin des années 1930.

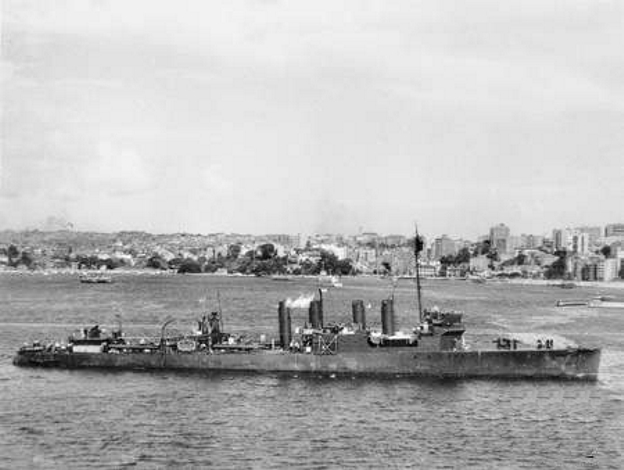
L'USS Whipple à Sydney en 1942.

Lorsque la Seconde Guerre mondiale éclate, le Whipple patrouille dans les Philippines et Bornéo jusqu'à la veille de l'attaque de Pearl Harbor. Durant les deux premières années de la guerre du Pacifique, le destroyer sert dans le Pacifique en tant qu'escorte des navires auxiliaires et des porte-avions. Il est présent lors du naufrage du Langley en février 1942, coulé par des avions japonais, celui-ci se contentant d'embarquer à bord des survivants avant de le saborder. Il prend part à plusieurs sauvetages de survivants d'hydravions ou navires coulés, notamment le pétrolier USS Pecos, où 232 hommes furent sauvés.

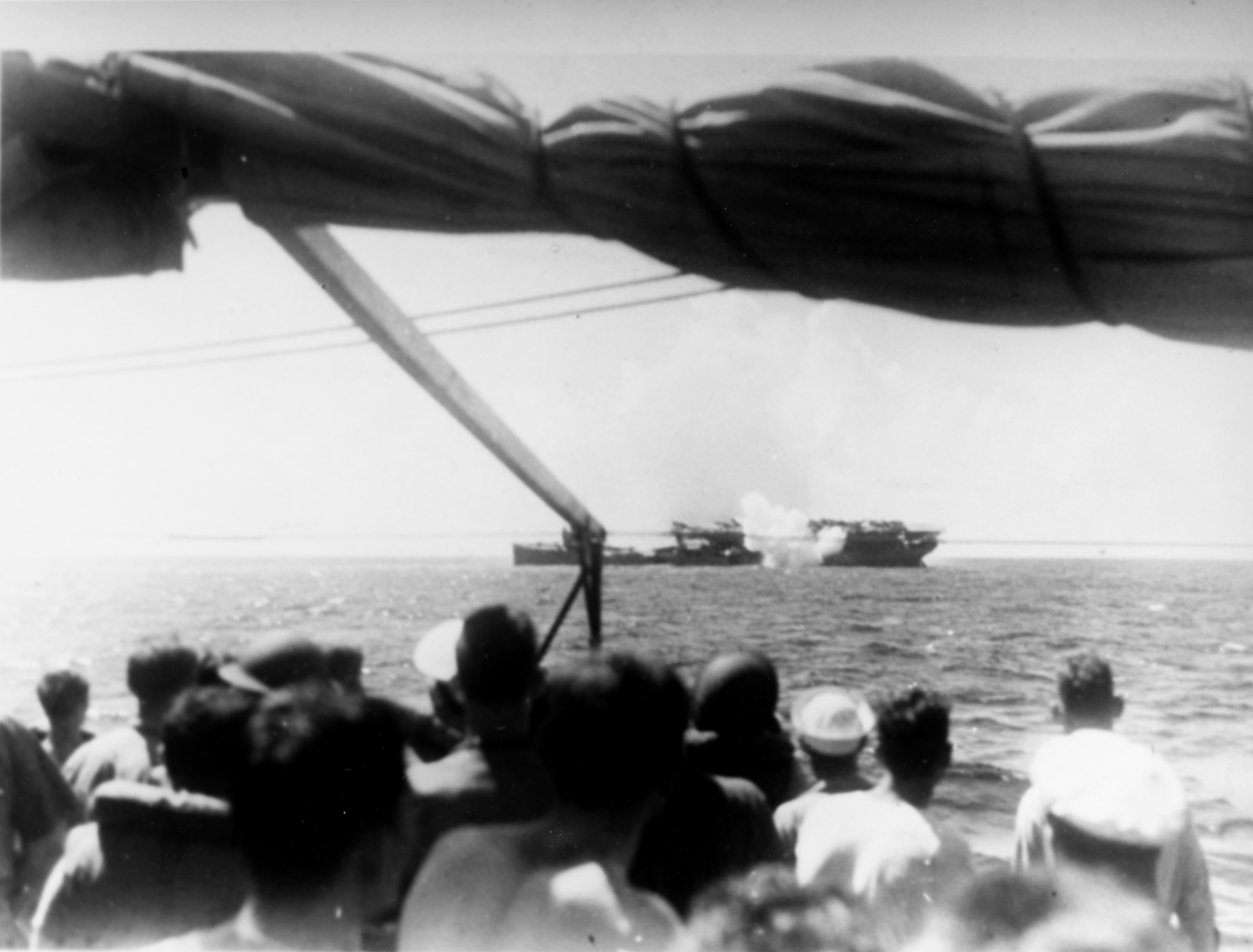
L' est abandonné après avoir été gravement endommagé. L' se tient à ses côtés. La photo a été prise de l'USS Whipple (27 février 1942).

Sa dernière traversée de Pearl Harbor à Philadelphie s'achève le 18 octobre 1945. Il est retiré du service le 9 novembre et vendu à la Northern Metals Company de Philadelphie le 30 septembre 1947.

## Décorations
Le Whipple a reçu deux battles star pour son service dans la Seconde Guerre mondiale.